# 吉利遠景
吉利遠景，研發代號：FC-1，是中國汽車製造商吉利汽車開發的一款經濟效益取向的中級商務轎車。是吉利汽車進入中級轎車市場的戰略車型之一。該車曾於2007年12月8日「第二屆中國自主品牌年度車型評選頒獎典禮」上榮獲「最佳動力獎」。

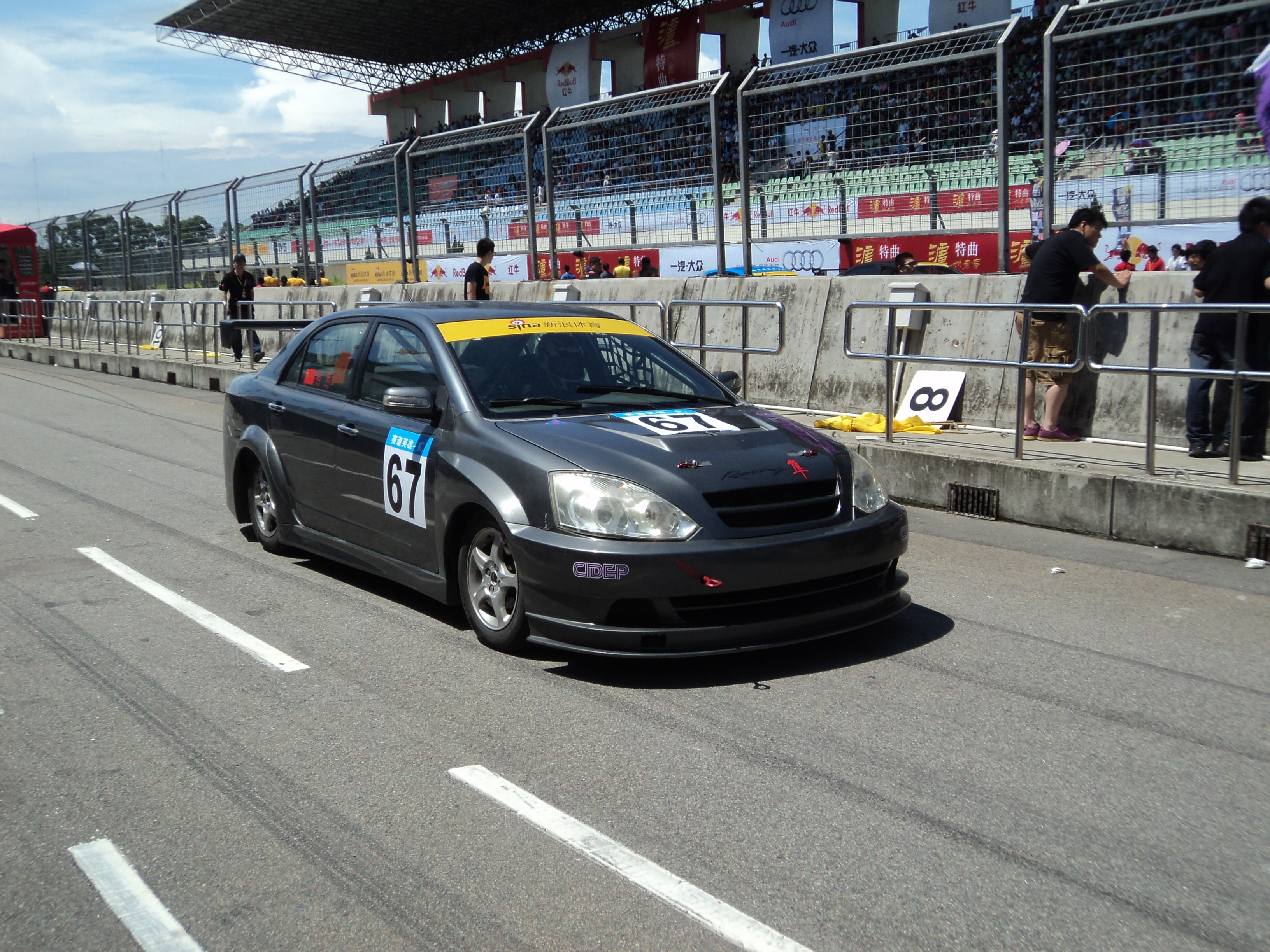
吉利遠景賽車參加2011奧迪泛珠三角超級賽車節夏季賽。